# Saint-Pierre-de-Mons
Saint-Pierre-de-Mons é uma comuna francesa na região administrativa da Nova Aquitânia, no departamento da Gironda. Estende-se por uma área de 9,29 km². Em 2010 a comuna tinha 1 234 habitantes (densidade: 132,8 hab./km²).